# José Emílio da Silva
José Emílio da Silva (Ponte de Sor, 14 de Junho de 1940 — Lisboa, 16 de setembro de 2024) foi um dos membros mais proeminentes do grupo de oficiais do Exército Português que participaram nos governos provisórios durante o período do PREC. Licenciado em engenharia civil, atingiu o posto de coronel e, entre outras funções de relevo, foi Ministro da Educação no IV e V governos provisórios, membro da Junta Governativa de Angola e presidente do conselho de administração da RTP.

## Biografia
José Emílio da Silva enquanto militar e cidadão, envolveu-se profundamente no processo revolucionário do 25 de Abril de 1974 e na defesa dos seus valores, da liberdade e da democracia.
O coronel engenheiro José Emílio da Silva, destacou-se ainda no exercício de diversos cargos ao longo do processo revolucionário, nomeadamente, enquanto Ministro da Educação nos IV e V governos provisórios de Vasco Gonçalves, e membro da Junta Governativa de Angola, então liderada pelo vice-almirante Rosa Coutinho.
A 1 de outubro de 1985, foi agraciado com o grau de cavaleiro da Ordem Militar de Avis.